# Lago Wilkie
El Lago Wilkie es un pequeño lago cerca de la Bahía Tautuku en The Catlins, al sur de Dunedin, Nueva Zelanda. Está formado por dunas de arena procedentes de la última graciación y se ha ido empequeñeciendo hasta su tamaño actual, de 1,7 hectáreas. Lagos como el Wilkie no son comunes en esta parte del país. El lago se encuentra habitado por una pequeña rana introducida. 
El lago se encuentra muy cerca de la carretera, pero es necesario acceder a él a través de un sendero. Durante el recorrido las diferentes especies de plantas se encuentran señaladas por carteles. 
- Datos: Q1538938
- Multimedia: Lake Wilkie / Q1538938